# Jonway Wuxing
Jonway Wuxing (五星) — микровэн производства китайской компании Jonway Automobile.

## Описание
Jonway Wuxing был запущен в производство в сентябре 2012 года, затем в мае 2013 года начались продажи автомобилей. Wuxing в переводе с китайского означает «пять звёзд».
В Америке автомобиль с ДВС называется Shuttle G, а электромобиль — Shuttle EV. По состоянию на 2013 год ценовой диапазон варьировался от 37800 до 42800 юаней.

### Технические характеристики
Jonway Wuxing оснащён 1,1-литровым двигателем Mitsubishi 4A10 мощностью 69 л. с. и крутящим моментом 89 Н·м в паре с пятиступенчатой механической трансмиссией.

## Skio Junfeng
Dongfeng производит модернизированный электромобиль Skio Junfeng (东风时空俊风), продаваемый под брендом Skio (时空). Несмотря на название Junfeng, автомобиль основан на базе не Dongfeng Junfeng, а Jonway Wuxing (永源五). Модель разработана компанией Dongfeng совместно с Zhejiang Jonway. Компания Dongfeng объединилась с Zhejiang Skio Matrix (Shikong) и Zap Jonway в целях «продвижения» Jonway Wuxing. Skio Matrix является специалистом по переоборудованию электромобилей и поставщиком аккумуляторных блоков, который также продаёт электромобили от имени Dongfeng (U-Vane EV), Zhidou и Kandi. 

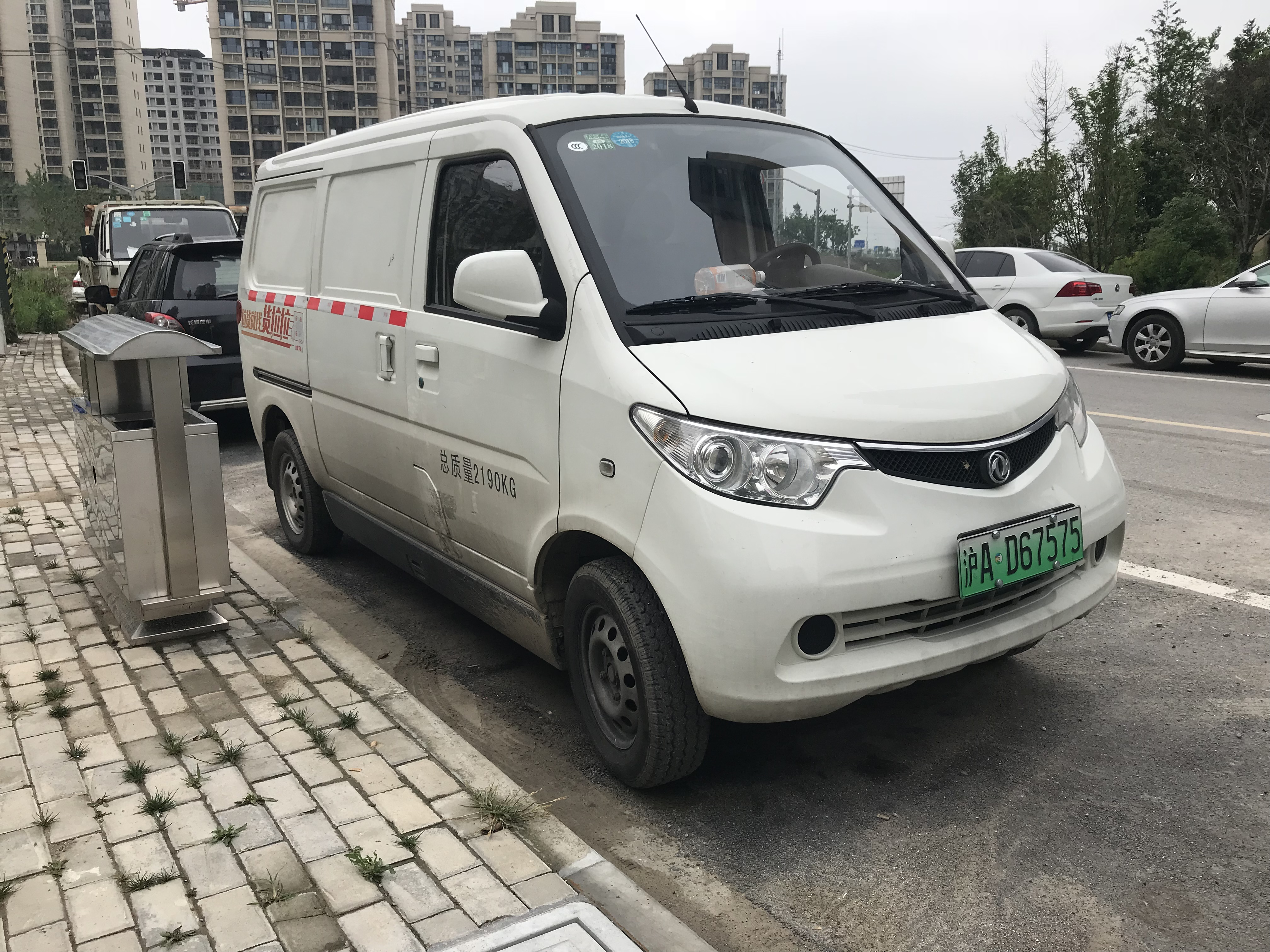
Вид спереди
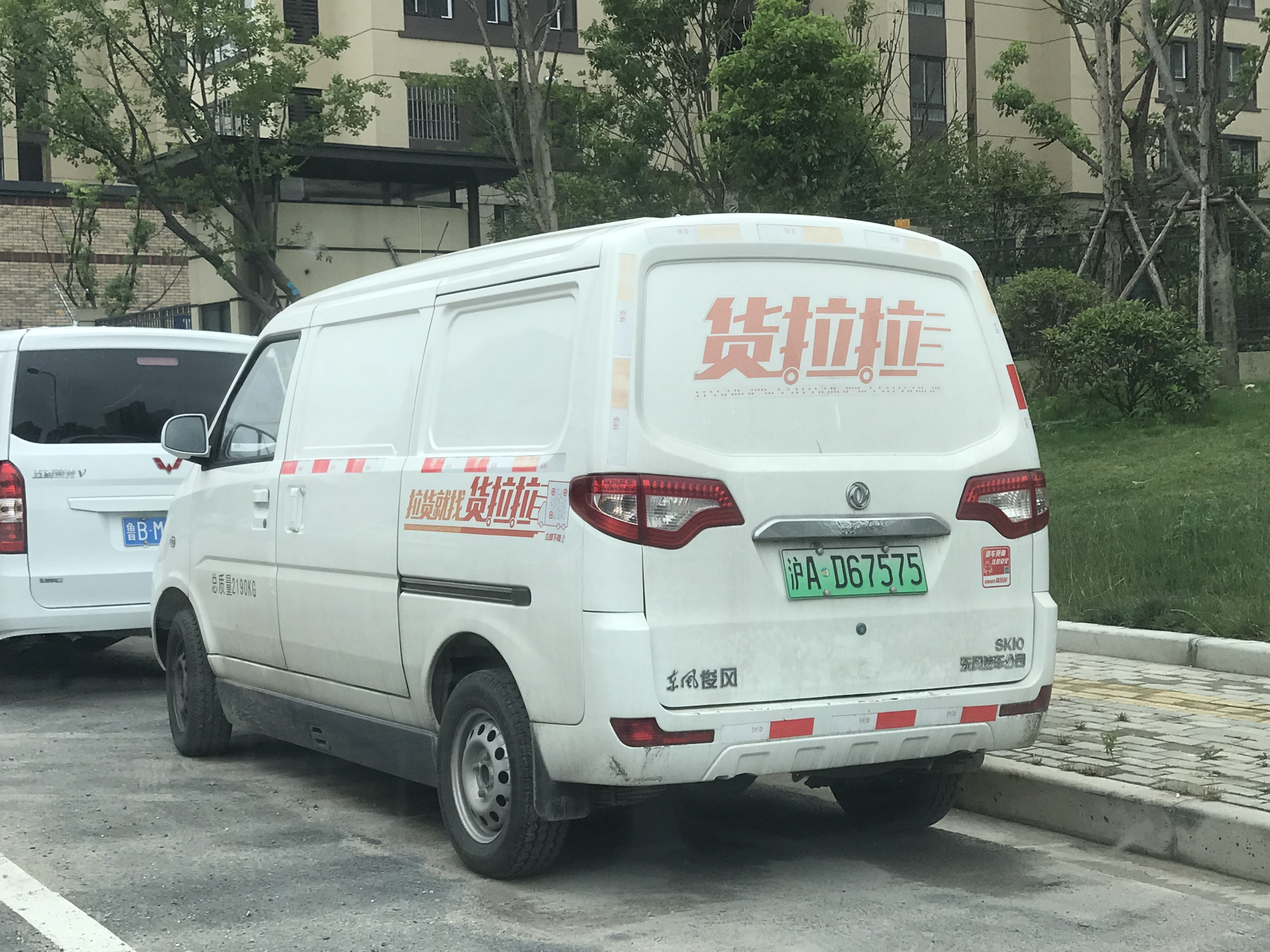
Вид сзади